# Europese kampioenschappen kortebaanzwemmen 2001
De Europese kampioenschappen kortebaanzwemmen 2001 werden van donderdag 13 tot en met zondag 16 december 2001 georganiseerd in het zwembad Wezenberg aan de rand van de Belgische havenstad Antwerpen. De vijfde editie van het toernooi stond onder auspiciën van de Europese zwembond LEN.

## Uitslagen

### Donderdag 13 december 2001
```
FINALE 400 METER 
VRIJE SLAG
 MANNEN

1. 
Emiliano Brembilla
 (Italië) 3.41,27
2. 
Jörg Hoffmann
 (Duitsland) 3.42,09
3. 
Jacob Carstensen
 (Dänemark) 3.42,28
4. Nicolas Rostoucher (Frankrijk) 3.44,32
5. Spiridon Gianniotis (Griekenland) 3.45,46
6. Dimitri Koptour (Wit-Rusland) 3.45,87
7. Stefan Herbst (Duitsland) 3.46,36
8. Kvetoslav Svoboda (Tsjechië) 3.47,29
```

```
FINALE 200 METER 
RUGSLAG
 MANNEN

1. 
Gordan Kožulj
 (Kroatië) 1.53,37
2. Yoav Gath (Israël) 1.54,15
3. Simon Dufour (Frankrijk) 1.54,21
4. 
Stev Theloke
 (Duitsland) 1.54,23
5. Gregor Tait (Groot-Brittannië) 1.54,27
6. Blaz Medvesek (Slovenië) 1.54,28
7. Jorge Sanchez (Spanje) 1.54,63
8. Adam Ruckwood (Groot-Brittannië) 1.55,78
```

```
FINALE 200 METER 
WISSELSLAG
 VROUWEN

1. 
Jana Klotsjkova
 (Oekraïne) 2.09,52
2. Nicole Hetzer (Duitsland) 2.09,70
3. Alenka Kejzar (Slovenië) 2.10,82
4. Sara Nördenstam (Zweden) 2.11,23
5. Julie Hjørth-Hansen (Denemarken) 2.11,43
6. Oxana Verevka (Rusland) 2.11,79
7. Sabine Klenz (Duitsland) 2.13,16
8. Sophie de Ronchi (Frankrijk) 2.14,05
```

```
FINALE 200 METER 
VLINDERSLAG
 VROUWEN

1. 
Otylia Jędrzejczak
 (Polen) 2.07,95
2. 
Mette Jacobsen
 (Denemarken) 2.08,13
3. Georgina Lee (Groot-Brittannië) 2.08,14
4. 
Sophia Skou
 (Denemarken) 2.08,18
5. Nicola Jackson (Groot-Brittannië) 2.10,01
6. Maria Pelaez (Spanje) 2.10,12
7. Ekaterina Vinogradova (Rusland) 2.10,81
8. Marcela Kubalcikowa (Tsjechië) 2.11,53
```

```
FINALE 50 METER 
VRIJE SLAG
 MANNEN

1. 
Stefan Nystrand
 (Zweden) 21,15
2. Olexandr Volynets (Oekraïne) 21,60
3. 
Pieter van den Hoogenband
 (Nederland) 21,65
4. 
Mark Foster
 (Groot-Brittannië) 21,66
5. 
Johan Kenkhuis
 (Nederland) 21,74
6. Zsolt Gaspar (Hongarije) 21,78
7. 
Duje Draganja
 (Kroatië) 21,94
8. 
Milorad Čavić
 (Servië en Montenegro) 22,26
```

```
FINALE 50 METER 
SCHOOLSLAG
 VROUWEN

1. 
Emma Igelström
 (Zweden) 30,56 (
Wereldrecord
)
2. Janne Schäfer (Duitsland) 30,92
3. Vera Lischka (Oostenrijk) 31,37
4. Majken Thorup (Denemarken) 31,44
5. Nina Hissamutdinova (Estland) 31,46
6. Agneta Braszkiewicz (Polen) 31,47
7. Mirna Jukic (Oostenrijk) 31,61
8. Simona Dorzdova (Tsjechië) 32,19
```

```
FINALE 4x50 METER 
WISSELSLAG
 MANNEN
```

```
1. 
DUITSLAND 1.35,14
 (
Wereldbesttijd
)

Stev Theloke
 24,36

Mark Warnecke
 26,47

Thomas Rupprath
 22,62
Carsten Dehmlow 21,33
```

```
2. 
GROOT-BRITTANNIË 1.35,19

Gregor Tait 24,95

James Gibson
 26,31

James Hickman
 23,10

Mark Foster
 20,83
```

```
3. 
ZWEDEN 1.35,19

Jens Pettersson 25,64
Patrik Isaksson 26,71

Lars Frölander
 22,56

Stefan Nystrand
 20,77
```

```
4. 
OEKRAÏNE 1.35,90

Vyacheslav Shyrshov 24,94

Oleg Lisogor
 26,11

Andrij Serdinov
 23,65
Olexandr Volynets 21,20
```

```
5. 
FINLAND 1.36,55

Jani Sievinen
 24,88
Jarno Pihlava 27,33
Tero Valimaa 23,03

Jere Hård
 21,31
```

```
6. 
NEDERLAND 1.38,36

Bastiaan Tamminga
 25,35

Guido Jansen
 28,28

Ewout Holst
 23,23

Johan Kenkhuis
 21,50
```

```
7. 
ITALIË 1.38,79

Luis Alberto Laere 25,36
Matteo Cortesi 27,31
Christian Galenda 24,05
Andrea Beccari 22,07
```

```
8. 
PORTUGAL 1.38,82

Nuno Laurentino 25,52
José Couto 27,51
Ricardo Coxo 24,04
Pedro Silva 21,75
```

### Vrijdag 14 december 2001
```
FINALE 800 METER 
VRIJE SLAG
 VROUWEN

1. 
Flavia Rigamonti
 (Zwitserland) 8.17,20
2. Anja Carnan (Slovenië) 8.20,31
3. Irina Oufimitseva (Rusland) 8.23,28
4. Rebecca Cooke (Groot-Brittannië) 8.28,00
5. Chantal Strasser (Zwitserland) 8.32,42
6. Marianna Lymberta (Griekenland) 8.33,85
7. Angelika Oleksy (Polen) 8.35,78
8. 
Jana Henke
 (Duitsland) 8.36,01
```

```
FINALE 400 METER 
WISSELSLAG
 MANNEN

1. 
Alessio Boggiatto
 (Italië) 4.06,99
2. Robin Francis (Groot-Brittannië) 4.08,49
3. 
Jacob Carstensen
 (Denemarken) 4.08,58
4. Pierre Henri (Frankrijk) 4.09,03
5. Nicolas Rostoucher (Frankrijk) 4.09,14
6. Yves Platel (Zwitserland) 4.11,70
7. Michael Halika (Israël) 4.11,73
8. Alexei Kovriguine (Rusland) 4.19,73
```

```
FINALE 200 METER 
SCHOOLSLAG
 VROUWEN

1. Anne Poleska (Duitsland) 2.21,93 (
Europees record
)
2. Mirna Jukic (Oostenrijk) 2.22,26
3. 
Emma Igelstrom
 (Zweden) 2.23,36
4. Sara Nördenstam (Zweden) 2.25,35
5. Heidi Earp (Groot-Brittannië) 2.25,36
6. Simona Drozdova (Tsjechië) 2.26,95
7. Natalia Hissamutdinova (Estland) 2.27,24
8. Michelle Vlasakova (Tsjechië) 2.29,85
```

```
FINALE 100 METER 
SCHOOLSLAG
 MANNEN

1. 
Oleg Lisogor
 (Oekraïne) 59,02
2. 
James Gibson
 (Groot-Brittannië) 59,23
3. Daniel Malek (Tsjechië) 59,51
4. Darren Mew (Groot-Brittannië) 59,59
5. Jarno Pihlava (Finland) 59,82
6. José Couto (Portugal) 59,92
7. Tony de Pellegrini (Frankrijk) 1.00,23
8. Martin Gustavsson (Zweden) 1.00,27
```

```
FINALE 100 METER 
VRIJE SLAG
 VROUWEN

1. 
Inge de Bruijn
 (Nederland) 52,65
2. 
Martina Moravcová
 (Slowakije) 52,97
3. 
Johanna Sjöberg
 (Zweden) 53,01
4. Petra Dallman (Duitsland) 53,73
5. 
Solenne Figuès
 (Frankrijk) 54,10
6. Elena Popchenko (Wit-Rusland) 54,64
7. Jana Myskova (Tsjechië) 54,97
8. Rosalind Brett (Groot-Brittannië) 55,55
```

```
FINALE 100 METER 
RUGSLAG
 VROUWEN

1. Ilona Hlavackova (Tsjechië) 57,75 (
Europees record
)
2. Sarah Price (Groot-Brittannië) 59,46
3. Janine Pietsch (Duitsland) 59,79
4. Anu Koivisto (Finland) 1.00,07
5. Louise Ornstedt (Denemarken) 1.00,18
6. 
Nina Zjivanevskaja
 (Spanje) 1.00,19
7. Aleksandra Miciul (Polen) 1.00,94
8. Alessandro Cappa (Italië) 1.01,20
```

```
FINALE 100 METER 
VLINDERSLAG
 MANNEN

1. 
Thomas Rupprath
 (Duitsland) 50,26 (
Wereldrecord
)
2. 
Lars Frölander
 (Zweden) 50,58
3. 
James Hickman
 (Groot-Brittannië) 51,32
4. Lars Conrad (Duitsland) 51,75
5. Zsolt Gaspar (Hongarije) 52,01
6. 
Joris Keizer
 (Nederland) 52,05
7. 
Denys Sylantjev
 (Oekraïne) 52,31
8. Tero Valimää (Finland) 52,38
```

```
FINALE 50 METER 
VLINDERSLAG
 VROUWEN

1. 
Therese Alshammar
 (Zweden) 25,73
2. 
Anna-Karin Kammerling
 (Zweden) 25,88
3. Natalia Soutiaguina (Rusland) 27,25
4. 
Inge Dekker
 (Nederland) 27,32
5. Rosalind Brett (Groot-Brittannië) 27,34
6. 
Otylia Jędrzejczak
 (Polen) 27,39
7. 
Fabienne Dufour
 (België) 27,48
8. Karen Egdal (Denemarken) 27,61
```

```
FINALE 50 METER 
RUGSLAG
 MANNEN

1. 
Stev Theloke
 (Duitsland) 23,97
2. Ante Maskovic (Kroatië) 24,53
3. 
Peter Mankoč
 (Slovenië) 24,54
4. Darius Grigalionis (Litouwen) 24,73
5. Gregor Tait (Groot-Brittannië) 24,74
6. Vladislav Aminov (Rusland) 24,76
7. Jakob Andersen (Denemarken) 24,80
8. Przemyslaw Wilant (Polen) 24,92
```

```
FINALE 4x50 METER 
VRIJE SLAG
 VROUWEN
```

```
1. 
ZWEDEN 1.38,29

Cathrine Carlsson 25,43

Johanna Sjöberg
 24,40

Therese Alshammar
 23,86

Anna-Karin Kammerling
 24,60
```

```
2. 
NEDERLAND 1.39,02

Suze Valen
 24,97

Hinkelien Schreuder
 25,11

Annabel Kosten
 24,93

Inge de Bruijn
 24,01
```

```
3. 
DUITSLAND 1.39,60

Petra Dallman 25,21
Ann-Christiane Langmaack 25,17

Katrin Meißner
 24,28
Janine Pietsch 24,94
```

```
4. 
GROOT-BRITTANNIË 1.40,95

Sarah Whewell 25,55
Nicola Jackson 25,22
Vicky Cook 25,10
Rosalind Brett 25,08
```

```
5. 
FINLAND 1.41,16

Hanna-Maria Seppälä
 25,09
Marja Heikkilä 25,04
Rikka Mäjänder 25,62
Anu Koivistu 25,41
```

```
6. 
BELGIË 1.42,17

Nina Van Koeckhoven
 25,80

Sofie Goffin
 25,99

Fabienne Dufour
 25,43

Tine Bossuyt
 24,95
```

```
7. 
FRANKRIJK 1.43,38

Solenne Figuès
 25,82
Aurore Mongel 26,31

Malia Metella
 25,49
Alicia Bozon 25,76
```

```
8. 
GRIEKENLAND 1.44,88

Zambia Melachroinou 26,09
Aikaterini Sarakatsani 26,64
Zoi Dimoschaki 26,35
Nery Niagouara 25,80
```

### Zaterdag 15 december 2001
```
FINALE 1500 METER 
VRIJE SLAG
 MANNEN

1. 
Jörg Hoffmann
 (Duitsland) 14.41,20
2. Alexei Filipets (Rusland) 14.41,98
3. Nicolas Rostoucher (Frankrijk) 14.47,47
4. Sylvain Cros (Frankrijk) 14.55,25
5. Dmitry Koptour (Wit-Rusland) 14.55,60
6. Spyridon Gianniotis (Griekenland) 14.57,51
7. Igor Chervynsky (Oekraïne) 15.07,11
8. Yves Platel (Zwitserland) 15.11,50
```

```
FINALE 400 METER 
VRIJE SLAG
 VROUWEN

1. Anja Carnan (Slovenië) 4.02,72
2. 
Jana Klotsjkova
 (Oekraïne) 4.02,79
3. Irina Oufimtseva (Rusland) 4.05,68
4. Rebecca Cooke (Groot-Brittannië) 4.07,15
5. Zoi Dimoschaki (Griekenland) 4.07,39
6. Nicole Zahnd (Zwitserland) 4.07,58
7. 
Sofie Goffin
 (België) 4.08,24
8. Marianna Lymberta (Griekenland) 4.09,65
```

```
FINALE 100 METER 
WISSELSLAG
 VROUWEN

1. 
Martina Moravcová
 (Slowakije) 1.00,16
2. Alenka Kejzar (Slovenië) 1.00,90
3. Oxana Verevka (Rusland) 1.01,92
4. Vered Borochovski (Israël) 1.02,54
5. Julie Hjörth-Hansen (Denemarken) 1.02,66
6. Yvetta Hlavacova (Tsjechië) 1.02,80
7. Sarah Whewell (Groot-Brittannië) 1.02,87
8. 
Hanna-Maria Seppälä
 (Finland) 1.02,88
```

```
FINALE 200 METER 
VLINDERSLAG
 MANNEN

1. 
James Hickman
 (Groot-Brittannië) 1.52,93
2. 
Denys Sylantjev
 (Oekraïne) 1.53,34
3. 
Anatoli Poliakov
 (Rusland) 1.53,54
4. Zsolt Gaspar (Hongarije) 1.55,39
5. 
Stefan Aartsen
 (Nederland) 1.56,32
6. Jordi Pau (Spanje) 1.56,34
7. Tero Valimää (Finland) 1.56,66
8. Andrea Oriana (Italië) 1.57,26
```

```
FINALE 100 METER 
VRIJE SLAG
 MANNEN

1. 
Stefan Nystrand
 (Zweden) 47,15
2. 
Pieter van den Hoogenband
 (Nederland) 47,42
3= 
Romain Barnier
 (Frankrijk) 47,53
3= 
Duje Draganja
 (Kroatië) 47,53
5. 
Johan Kenkhuis
 (Nederland) 47,94
6. Rolandas Gimbutis (Litouwen) 48,23
7. Karel Novy (Zwitserland) 48,32
8. Jens Thiele (Duitsland) 48,61
```

```
FINALE 50 METER 
RUGSLAG
 VROUWEN

1. Ilona Hlavackova (Tsjechië) 27,06 (
Europees record
)
2. Anu Koivisto (Finland) 27,75
3. Janine Pietsch (Duitsland) 27,79
4. Dominique Diezi (Zwitserland) 28,27
5. 
Suze Valen
 (Nederland) 28,38
6. Sarah Price (Groot-Brittannië) 28,40
7. Alena Herasimenia (Wit-Rusland) 28,56
8. Louise Ornstedt (Denemarken) 28,76
```

```
FINALE 50 METER 
SCHOOLSLAG
 MANNEN

1. 
Oleg Lisogor
 (Oekraïne) 26,71
2. 
Mark Warnecke
 (Duitsland) 26,75
3. Darren Mew (Groot-Brittannië) 26,85
4. 
James Gibson
 (Groot-Brittannië) 26,98
5. Daniel Malek (Tsjechië) 27,06
6. Remo Lütolf (Zwitserland) 27,27
7. Patrik Isaksson (Zweden) 27,31
8. Jarno Pihlava (Finland) 27,73
```

```
FINALE 4x50 METER 
WISSELSLAG
 VROUWEN
```

```
1. 
ZWEDEN 1.48,32

Therese Alshammar
 28,39

Emma Igelström
 30,29

Anna-Karin Kammerling
 25,29

Johanna Sjöberg
 24,35
```

```
2. 
DUITSLAND 1.49,92

Janine Pietsch 28,07
Janne Schäfer 30,37
Catherine Friedrich 27,15

Katrin Meißner
 24,33
```

```
3. 
NEDERLAND 1.50,00

Suze Valen
 28,63

Madelon Baans
 31,46

Inge de Bruijn
 25,12

Annabel Kosten
 24,79
```

```
4. 
GROOT-BRITTANNIË 1.51,50

Sarah Price 28,08
Heidi Earp 31,53
Rosalind Brett 26,58
Sarah Whewell 25,31
```

```
5. 
TSJECHIË 1.51,57

Ilona Hlavackova 27,23
Simona Drozdova 32,49
Yvetta Hlavacova 27,21
Jana Myskova 24,64
```

```
6. 
DENEMARKEN 1.52,19

Louise Ornstedt 28,87
Majken Thorup 31,18
Karen Egdal 26,84
Julie Hjørth−Hansen 25,30
```

```
7. 
POLEN 1.52,97

Aleksandra Miciul 28,62
Agnieszka Braszkiewicz 31,66

Otylia Jędrzejczak
 27,81
Agata Korc 24,88
```

```
8. 
FINLAND 1.53,85

Anu Koivisto 27,98

Hanna-Maria Seppälä
 32,73
Riikka Majander 27,94
Marja Heikkilä 25,20
```

### Zondag 16 december 2001
```
FINALE 400 METER 
WISSELSLAG
 VROUWEN

1. Nicole Hetzer (Duitsland) 4.29,46 (
Europees record
)
2. 
Jana Klotsjkova
 (Oekraïne) 4.31,31
3. Alenka Kejzar (Slovenië) 4.33,46
4. Sabine Klenz (Duitsland) 4.40,70
5. Federica Biscia (Italië) 4.42,86
6. Hana Netrefova (Tsjechië) 4.43,58
7. Rebecca Cooke (Groot-Brittannië) 4.45,04
Sara Nördenstam (Zweden) gediskwalificeerd
```

```
FINALE 200 METER 
SCHOOLSLAG
 MANNEN

1. Maxim Podoprigora (Oostenrijk) 2.07,79
2. Ian Edmond (Groot-Brittannië) 2.08,03
3. Daniel Malek (Tsjechië) 2.09,07
4. Martin Gustavsson (Zweden) 2.09,48
5. José Couto (Portugal) 2.09,98
6. Jakob Johann Sveinsson (IJsland) 2.10,47
7. Jarno Pihlava (Finland) 2.10,93
Davide Rummolo (Italië) gediskwalificeerd
```

```
FINALE 200 METER 
VRIJE SLAG
 VROUWEN

1. 
Martina Moravcová
 (Slowakije) 1.54,74 (
Europees record
)
2. 
Solenne Figuès
 (Frankrijk) 1.55,83
3. Alessa Ries (Duitsland) 1.57,34
4. Nicola Jackson (Groot-Brittannië) 1.58,13
5. 
Mette Jacobsen
 (Denemarken) 1.58,18
6. 
Nina Van Koeckhoven
 (België) 1.58,32
7. Julie Hjörth-Hansen (Denemarken) 1.58,79
8. Nicole Zahnd (Zwitserland) 1.59,35
```

```
FINALE 100 METER 
WISSELSLAG
 MANNEN

1. 
Peter Mankoč
 (Slovenië) 52,94
2. 
Jens Kruppa
 (Duitsland) 54,10
3. 
Jani Sievinen
 (Finland) 54,17
4. Lionel Moreau (Frankrijk) 54,37
5. Jirka Letzin (Duitsland) 54,68
6. Erik Dorch (Zweden) 54,74
7. Sergiy Sergeyev (Oekraïne) 55,32
8. Lorenz Liechti (Zwitserland) 55,35
```

```
FINALE 100 METER 
SCHOOLSLAG
 VROUWEN

1. Anne Poleska (Duitsland) 1.07,25
2. Mirna Jukic (Oostenrijk) 1.07,59
3. Heidi Earp (Groot-Brittannië) 1.08,25
4. 
Brigitte Becue
 (België) 1.08,58
5. 
Madelon Baans
 (Nederland) 1.08,66
6. Kirsty Balfour (Groot-Brittannië) 1.08,69
7. Natalia Hissamutdinova (Estland) 1.09,17
8. Agnieszka Braszkiewicz (Polen) 1.09,63
```

```
FINALE 200 METER 
VRIJE SLAG
 MANNEN

1. 
Pieter van den Hoogenband
 (Nederland) 1.42,46 (
Europees record
)
2. Kvetoslav Svodoba (Tsjechië) 1.44,78
3. Stefan Herbst (Duitsland) 1.45,32
4. 
Romain Barnier
 (Frankrijk) 1.45,45
5. Lars Conrad (Duitsland) 1.45,57
6. Andrea Beccari (Italië) 1.45,59
7. 
Jacob Carstensen
 (Denemarken) 1.46,72
8. Saulius Binevicius (Litouwen) 1.46,86
```

```
FINALE 100 METER 
VLINDERSLAG
 VROUWEN

1. 
Martina Moravcová
 (Slowakije) 57,20
2. 
Johanna Sjöberg
 (Zweden) 57,79
3. 
Anna-Karin Kammerling
 (Zweden) 57,98
4. 
Mette Jacobsen
 (Denemarken) 59,18
5. 
Otylia Jędrzejczak
 (Polen) 59,31
6. 
Sophia Skou
 (Denemarken) 59,65
7. Natalia Soutiaguina (Rusland) 59,84
8. Nicola Jackson (Groot-Brittannië) 1.00,30
```

```
FINALE 100 METER 
RUGSLAG
 MANNEN

1. 
Thomas Rupprath
 (Duitsland) 50,99
2. 
Stev Theloke
 (Duitsland) 51,92
3. Gregor Tait (Groot-Brittannië) 52,90
4. 
Gordan Kožulj
 (Kroatië) 53,05
5. Darius Grigalionis (Litouwen) 53,12
6. Blaz Medvesek (Slovenië) 53,46
7. Volodymyr Nikolaychuk (Oekraïne) 53,57
8. Vladislav Aminov (Rusland) 53,81
```

```
FINALE 200 METER 
RUGSLAG
 VROUWEN

1. Sarah Price (Groot-Brittannië) 2.04,59
2. Nicole Hetzer (Duitsland) 2.06,65
3. Anu Koivisto (Finland) 2.07,10
4. Louise Ornstedt (Denemarken) 2.09,18
5. Aleksandra Miciul (Polen) 2.09,58
6. Roxana Maracineanu (Frankrijk) 2.10,26
7. Anja Carnan (Slovenië) 2.10,71
8. Louise Coull (Groot-Brittannië) 2.12,53
```

```
FINALE 50 METER 
VLINDERSLAG
 MANNEN

1. 
Lars Frölander
 (Zweden) 23,07
2. 
Mark Foster
 (Groot-Brittannië) 23,11
3. Tero Valimää (Finland) 23,59
4. 
Joris Keizer
 (Nederland) 23,61
5. Igor Martchenko (Rusland) 23,71
6. Pavel Lagoun (Wit-Rusland) 23,74
7. 
Ewout Holst
 (Nederland) 23,77
8. Jorge Luis Ulibarri (Spanje) 23,93
```

```
FINALE 50 METER 
VRIJE SLAG
 VROUWEN

1. 
Inge de Bruijn
 (Nederland) 23,89
2. 
Therese Alshammar
 (Zweden) 24,09
3. 
Johanna Sjöberg
 (Zweden) 24,61
4. Jana Kolukanova (Estland) 24,98
5= 
Hanna-Maria Seppälä
 (Finland) 25,04
5= Judith Draxler (Oostenrijk) 25,04
7. Ilona Hlavackova (Tsjechië) 25,13
8. Petra Dallman (Duitsland) 25,24
```

```
FINALE 4x50 METER 
VRIJE SLAG
 MANNEN
```

```
1. 
OEKRAÏNE 1.26,09
 (
Europees record
)

Denys Sylantjev
 22,42
Olexandr Volynets 20,77

Oleg Lisogor
 21,54
Vyacheslav Shyrshov 21,36
```

```
2. 
NEDERLAND 1.26,32

Johan Kenkhuis
 21,47

Gijs Damen
 21,81

Ewout Holst
 21,72

Pieter van den Hoogenband
 21,32
```

```
3. 
ZWEDEN 1.26,77

Erik Dorch 22,42

Stefan Nystrand
 21,46

Lars Frölander
 21,03
Jonas Tilly 21,86
```

```
4. 
FRANKRIJK 1.27,23

Romain Barnier
 22,09
Julien Sicot 21,21
Frédéric Dutillieux 21,37
Hugo Viart 22,56
```

```
5. 
DUITSLAND 1.27,26

Thomas Rupprath
 22,45
Lars Conrad 21,59
Carsten Dehmlow 21,33
Jens Thiele 21,89
```

```
6. 
RUSLAND 1.28,41

Leonid Khoklov 22,12
Dmitri Talepov 21,95
Vladislav Aminov 22,10
Igor Martchenko 22,24
```

```
7. 
KROATIË 1.28,59

Duje Draganja
 22,14
Marijan Kanjer 22,08
Igor Cerensek 22,14
Ales Volcansek 22,23
```

```
8. 
FINLAND 1.29,45

Jani Sievinen
 22,26
Tero Raty 22,66
Tero Valimää 22,08
Juha Lindfors 22,45
```

## Medailleklassement
| Plaats | Land                | Goud | Zilver | Brons | Totaal |
| 1      | Duitsland           | 6    | 7      | 4     | 17     |
| 2      | Zweden              | 5    | 4      | 4     | 13     |
| 3      | Oekraïne            | 4    | 4      | 0     | 8      |
| 4      | Slovenië            | 3    | 2      | 2     | 7      |
| 5      | Nederland           | 3    | 1      | 1     | 5      |
| 6      | Slowakije           | 3    | 1      | 0     | 4      |
| 7      | Verenigd Koninkrijk | 2    | 5      | 5     | 12     |
| 8      | Tsjechië            | 2    | 1      | 2     | 5      |
| 9      | Italië              | 2    | 0      | 1     | 3      |
| 9      | Kroatië             | 2    | 0      | 1     | 3      |
| 11     | Oostenrijk          | 1    | 2      | 1     | 4      |
| 12     | Polen               | 1    | 0      | 0     | 1      |
| 13     | Finland             | 0    | 2      | 2     | 4      |
| 14     | Denemarken          | 0    | 1      | 2     | 3      |
| 14     | Frankrijk           | 0    | 1      | 2     | 3      |
| 16     | Israël              | 0    | 1      | 0     | 1      |
| 17     | Rusland             | 0    | 0      | 4     | 4      |
| 18     | Litouwen            | 0    | 0      | 1     | 1      |
| Totaal | Totaal              | 34   | 32     | 32    | 99     |